# António Pires da Silva de Azevedo Loureiro
António Pires da Silva de Azevedo Loureiro (Oliveira do Hospital, Travanca de Lagos, 1 de Abril de 1833, bap. 7 - Nelas, Santar, 6 de Junho de 1890) foi um magistrado e político português.

## Família
Filho de João Pires de Azevedo Loureiro (Nelas, Santar, Moreira de Baixo, 18 de Julho de 1793, bap. Nelas, Santar, 27 - ?) e de sua mulher Maria Clara da Silva (Oliveira do Hospital, Travanca de Lagos - ?), que viveram casados em Travanca de Lagos, Oliveira do Hospital, sobrinho paterno do 7.º Bispo de Beja e Administrador Apostólico de Portalegre, etc, D. Manuel Pires de Azevedo Loureiro e do Administrador Apostólico de Braga António Pires de Azevedo Loureiro e neto materno de Veríssimo José da Silva e de sua mulher Maria Josefa, moradores em Travanca de Lagos, Oliveira do Hospital.

## Biografia
Bacharel em Direito pela Faculdade de Direito da Universidade de Coimbra em 1854, foi Magistrado, Juiz Substituto da Comarca de Mangualde, Comissário-Geral da Polícia do Distrito de Viseu, Presidente da Câmara Municipal de Nelas e Administrador do Concelho de Nelas, etc.
Foi sepultado no Cemitério Municipal de Nelas.

## Casamento e descendência
Casou em Nelas, Nelas, a 7 ou 17 de Fevereiro de 1861 com Maria do Patrocínio Ferreira Marques da Silva (Nelas, Nelas, Nelas, bap. Nelas, Nelas, 26 de Fevereiro de 1841 - d. 1893), filha do Dr. João Ferreira da Silva e de sua mulher Maria Cândida Marques, moradores em Nelas, Nelas, Nelas, da qual teve três filhas: 
- Virgínia de Azevedo de Loureiro da Silva Pires (Nelas, Nelas, Nelas, bap. Nelas, Nelas, 6 de Janeiro de 1866 - ?), casada em Nelas, Nelas, cerca de 1892, com Fernando Augusto Teixeira Rebelo (Viseu, Casa de Cimo de Vila, bap. Viseu, 31 de Outubro de 1858 - Viseu, Casa de Cimo de Vila, 4 de Março de 1917), filho segundo do 2.° Barão de Prime, 1.° Visconde de Prime e 1.° Conde de Prime, irmão uterino do 1.º Visconde de Loureiro, irmão segundo do 2.° Conde de Prime e irmão primeiro do 1.° Visconde de Marzovelos, com geração feminina
- Maria da Conceição Pires de Azevedo Loureiro (Nelas, Nelas, Nelas, bap. Nelas, Nelas, 5 de Setembro de 1867 - Nelas, Nelas, Nelas, 12 de Agosto de 1963), casada em Nelas, Nelas, em 1892 com José de Tavares de Morais da Cunha Cabral (Nelas, Nelas, Nelas, bap. Nelas, Nelas, 15 de Novembro de 1859 - Nelas, Nelas, Nelas, 5 de Julho de 1946), Sucessor e Senhor da Casa de Nelas e dos Prazos de Vila Nova, Bacharel em Matemática pela Faculdade de Ciências da Universidade de Coimbra, Oficial de Cavalaria, reformado com o posto de General, Engenheiro, Cavaleiro da Real Ordem Militar de Santiago da Espada pelos serviços prestados em Moçambique e Cavaleiro da Real Ordem Militar de São Bento de Avis, etc, com geração
- Beatriz de Azevedo Pires Ferreira da Silva, que em 1894 consta como D., solteira, proprietária, moradora na vila de Nelas